# Blocco circolatorio
Il blocco circolatorio o occlusione vascolare è una tecnica speciale applicata nell'allenamento di resistenza, in particolare nel body building e fitness.

## Definizione
La tecnica del blocco circolatorio viene applicata solo dopo aver terminato il numero di ripetizioni previste in una serie. Una volta raggiunto tale limite, il muscolo attivo viene mantenuto in uno stato di contrazione volontaria per buona parte del tempo di recupero tra le serie. 
Il blocco circolatorio creato da tale tecnica provoca una condizione di ischemia funzionale, limitando l'afflusso di sangue e l'apporto di sostanze nutritive, e impedendo anche un efficiente smaltimento dei metaboliti tra cui l'acido lattico. 
La contrazione muscolare causa un blocco o compressione dei vasi sanguigni ab extrinseco, in particolare sulle vene, le quali hanno maggiori capacità di dilatazione rispetto alle arterie, andando a creare un turgore venoso, dovuto all'aumento del volume ematico nelle vene.
In questo caso il fine è di aumentare il disturbo metabolico, una pratica tipica dei programmi con i pesi per l'aumento dell'ipertrofia muscolare. Mantenere la contrazione al termine della serie infatti mantiene delle condizioni metabolicamente stressanti come la riduzione del reintegro di fosfati, l'aumento delle concentrazioni di acido lattico e il conseguente abbassamento del pH, e lo stimolo sui fattori di crescita come gli HIF (Hypoxia-inducible factors).

## La ricerca
La tecnica del blocco circolatorio è stata ampiamente analizzata da svariate ricerche. Di per sé, l'aumento delle concentrazioni di lattato indotte dal mantenimento della contrazione muscolare, potrebbero essere un importante fattore stimolante l'ipertrofia, in quanto solitamente si presenta come una delle strategie per esaltare questo adattamento fisiologico. È stato ormai stabilito da tempo che i livelli di lattato sono proporzionali all'incremento dei livelli di GH.